# TimoCom
TIMOCOM GmbH je nemško IT podjetje s  sedežem v Erkrathu. Podjetje je bilo ustanovljeno leta 1997 in deluje kot posrednik storitev v prevozništvu. Ime „Timo“ je sestavljeno iz začetnic priimkov ustanoviteljev Jensa Thiermana ter Jürgena Moorbrinka.
TimoCom je s svojo borzo tovora, tovornih vozil in skladišč TC Truck and Cargo vodilen na evropskem trgu.  Cilj tega online tržnega prostora je posredovanje ponudbe in povpraševanja transportnim podjetjem. TimoCom ponuja svoje izdelke in storitve v 44 evropskih državah in 24 jezikih.
Poleg glavnega sedeža v Erkrathu, ima TIMOCOM GmbH predstavništva še na Poljskem, Madžarskem in Republiki Češki, kot tudi dve podružnici v Španiji in Franciji.